# San Blas-Santo Domingo
San Blas-Santo Domingo, más conocido como San Blas, es un barrio de la ciudad española de Alicante. Según el padrón municipal, cuenta en el año 2023 con una población de 9190 habitantes (4927 mujeres y 4263 hombres).

## Localización
San Blas-Santo Domingo limita al este con los barrios de Campoamor, Mercado y Ensanche Diputación; al sur con el barrio de Alipark; y al oeste con el Polígono San Blas.
Asimismo, está delimitado exteriormente, desde el norte y en el sentido horario, por las avenidas y calles siguientes: Maestro Caballero, Ronda del Castillo, Wenceslao Fernández Flórez, Jaime María Buch, Salamanca, Santo Domingo, Antonio Martín Trenco, Condes de Soto Ameno, Poeta Garcilaso y Camino de Ronda.

## Población
Según el padrón municipal de habitantes de Alicante, la evolución de la población del barrio de San Blas-Santo Domingo en los últimos años, del 2011 al 2023, tiene los siguientes números:
|              | 2011 | 2012  | 2013  | 2014 | 2015  | 2016   | 2017  | 2018   | 2019  | 2020  | 2021  | 2022   | 2023   |
| ------------ | ---- | ----- | ----- | ---- | ----- | ------ | ----- | ------ | ----- | ----- | ----- | ------ | ------ |
| Población    | 8980 | 9016  | 9005  | 9013 | 9045  | 8909   | 8852  | 8990   | 9082  | 9138  | 9087  | 8978   | 9190   |
| (Diferencia) |      | (+36) | (-11) | (+8) | (+32) | (-136) | (-57) | (+138) | (+92) | (+56) | (-51) | (-109) | (+212) |

## Historia
La zona que ocupa San Blas era una partida rural escasamente habitada, con huertas y viviendas de labriegos diseminadas. En el año 1805, obligada la ciudad por sus cementerios repletos y una epidemia de fiebre amarilla, se instaló en estas tierras un nuevo cementerio de 6000 m² que estuvo utilizándose hasta el año 1919 y se clausuró en el año 1925.
Con el tiempo, las huertas dieron paso a diversas industrias que se fueron instalando en el lugar a lo largo de la segunda mitad del siglo XIX. En esa época, en el año 1858, se inauguró en sus proximidades la nueva estación de tren, que impulsó el crecimiento del barrio.
Tras la llegada del tren, el empresario local José María Tato construyó cuarenta viviendas junto a la estación, las llamadas Casas de Tato, que fueron el origen del barrio San Blas.
El nombre del barrio viene de un santuario erigido en la zona en el año 1697, declarado en ruinas en 1809, y dedicado a dicho santo del siglo IV. Durante la Guerra Civil fue conocido como Barrio de la Libertad.
Santo Domingo es un pequeño núcleo urbano, de dos calles, que pertenece al barrio. El nombre utilizado viene de la referencia en el santoral del empresario Domingo Lillo, que en el año 1890 empezó a construir un grupo de viviendas en la zona para los trabajadores del ferrocarril.
En este barrio fue donde crecieron tres de los raperos españoles con más reconocimiento, Nach, Arkano y Zasko Master